# Antermoia
Antermoia (Untermoi in tedesco, Antermëia in ladino) è una frazione del comune italiano di San Martino in Badia.
La frazione si trova a 1490-1530 m d'altezza nella Val d'Antermoia (Untermoital), una valle laterale della Val Badia in Ladinia. Antermoia conta poco più di 300 abitanti, per i quali agricoltura, artigianato e turismo rappresentano il reddito più importante. La scuola primaria “Vijo Pupp“ è per il gruppo linguistico ladino. Il paese si trova sulla strada per il Passo delle Erbe (Würzjoch) (1982 m), che collega alla Valle Isarco. A sud-ovest è dominato dal Sass de Putia (Peitlerkofel) (2875 m), una suggestiva montagna delle Dolomiti. A nord-ovest si estendono invece i terreni dell'Alpe di Luson (Lüsner Alm).

## Monumenti e luoghi d'interesse

### Architetture religiose
- Chiesa di Sant'Antonio Abate, parrocchiale.